# 1-я альпийская дивизия (Италия)
1-я альпийская дивизия «Тауринензе» (итал. 1ª Divisione alpina "Taurinense") — итальянская дивизия альпини, участвовавшая во Второй мировой войне. Существовала с 1935 по 1943 годы, ныне её правопреемницей служит альпийская бригада «Тауринензе» современных ВС Италии.

## История

### Образование
Дивизия образована 10 сентября 1935 на основе 3-го и 4-го альпийского полков и 1-го альпийского артиллерийского полка. Некоторые части были временно зачислены в альпийскую дивизию «Пустерия» и участвовали во второй итало-эфиопской войне. Также в Восточной Африке участвовали батальоны «Эксиллес» и «Интра» и некоторые батареи альпийских артиллерийских групп «Суза» и «Аоста». Полная реорганизация дивизии завершилась к маю 1937 года.

### Служба в Западных Альпах
10 июня 1940 дивизия была переброшена на Западный фронт в сектор Монченизио-Бардонеккья. Участвовала с 10 по 24 июня 1940 в боевых действиях на территории Франции, оккупировав Бург-Сен-Морис и Сен-Фой. После капитуляции Франции был распущен батальон «Валле», а дивизия стала на охрану границы Италии со Свободным Французским государством.

### Югославия
В январе 1942 года дивизия прибыла в Рагузу, откуда вышла в хорватский Мостар и вошла в состав 14-го корпуса. С 15 апреля по 31 мая дивизия была задействована в антипартизанской операции в Хорватии и Боснии, проходившей под кодовым названием «Фоча». В августе дивизия передислоцирована в Черногорию. Части её участвовали и в сражении на реке Сутьеска. 8 сентября 1943 после капитуляции Италии прекратила существование, но некоторые её солдаты вступили в Движение Сопротивления и воевали в составе перешедшей на сторону югославов дивизии «Гарибальди».

## Структура
Штаб-квартира дивизии располагалась в городе Турин, в честь его старинного названия «Аугуста Тауринорум» было взято название дивизии «Тауринензе».

### Список частей дивизии
- 3-й альпийский полк
  -  Батальон «Пинероло»
  -  Батальон «Фенестрелле»
  -  Батальон «Эксиллес»
- 4-й альпийский полк
  -  Батальон «Ивреа»
  -  Батальон «Аоста»
  -  Батальон «Интра»
- 1-й горный артиллерийский полк
  - Артиллерийская группа «Суза»
  - Артиллерийская группа «Аоста»
- 1-й инженерный батальон
- 305-е санитарное отделение
- 130-е отделение моторизованного транспорта
- 60-е отделение поддержки

## Командиры бригады (1935—1943)
- Бригадный генерал Карло Веккьярелли[итал.]
- Бригадный генерал Луиджи Нуволони (итал. Luigi Nuvoloni)
- Бригадный генерал Паоло Микелетти (итал. Paolo Micheletti)
- Бригадный генерал Паоло Пунтони (итал. Paolo Puntoni)
- Бригадный генерал Джованни Маккарьо (итал. Giovanni Maccario)
- Бригадный генерал Лоренцо Вивальда[итал.]